# Ariane Bonhomme
Ariane Bonhomme, née le 2 avril 1995 à Gatineau, est une coureuse cycliste canadienne, spécialiste des épreuves d'endurance sur piste. Sur route, elle est membre de l'équipe The Cyclery.

## Palmarès sur piste

### Jeux olympiques
- Tokyo 2020
  - 4e de la poursuite par équipes
- Paris 2024
  - 8e de la poursuite par équipes

### Championnats du monde
- Apeldoorn 2018
  - 4e de la poursuite par équipes[1]
- Pruszków 2019
  - 4e de la poursuite par équipes[2]

### Coupe du monde
- 2016-2017
  - 3e de la poursuite par équipes à Cali
- 2017-2018
  - 1re de la poursuite par équipes à Milton (avec Kinley Gibson, Annie Foreman-Mackey et Allison Beveridge)
  - 2e de la poursuite par équipes à Pruszków
- 2018-2019
  - 2e de la poursuite par équipes à Cambridge
  - 3e de la poursuite par équipes à Berlin
- 2019-2020
  - 3e de la poursuite par équipes à Brisbane
  - 3e de la poursuite par équipes à Milton

### Coupe des nations
- 2023
  - 3e de la poursuite par équipes à Milton

### Jeux du Commonwealth
| Édition / Épreuve | Poursuite par équipes |
| Gold Coast 2018   | Bronze                |

### Championnats panaméricains
- Aguascalientes 2016
  -  Championne panaméricaine de poursuite par équipes (avec Jasmin Glaesser, Kinley Gibson et Jamie Gilgen)
  -  Médaillée de bronze de la course aux points
  - 7e de la poursuite individuelle
- Couva 2017
  -  Championne panaméricaine de poursuite par équipes (avec Devaney Collier, Kinley Gibson et Meghan Grant)
  - 4e de la poursuite individuelle
- Cochabamba 2019
  -  Championne panaméricaine de poursuite par équipes (avec Allison Beveridge, Annie Foreman-Mackey et Georgia Simmerling)
- San Juan 2023
  -  Championne panaméricaine de poursuite individuelle
  -  Championne panaméricaine de poursuite par équipes (avec Erin Attwell, Fiona Majendie et Ruby West)
  -  Médaillée d'argent de l'américaine
- Asuncion 2025
  -  Médaillée d'argent de la poursuite individuelle
  -  Médaillée d'argent de la poursuite par équipes (avec Lily Plante, Skyler Goudswaard, Fiona Majendie et Jenna Nestman)

### Championnats nationaux
- 2017
  -  Championne du Canada du scratch
- 2018
  -  Championne du Canada de poursuite par équipes
- 2019
  -  Championne du Canada de poursuite par équipes
- 2023
  -  Championne du Canada de poursuite
  -  Championne du Canada de l'américaine
  -  Championne du Canada du scratch
  -  Championne du Canada d'omnium

## Palmarès sur route
- 2012
  -  Championne du Canada sur route juniors
- 2013
  - 3e du championnat du Canada du contre-la-montre juniors
- 2015
  - 2e de la Calabogie Road Classic
- 2016
  - Calabogie Road Classic
- 2019
  - 2e du championnat du Canada du critérium
  - 3e du championnat du Canada sur route